# Sonda TaqMan
Sonda TaqMan – sonda zaprojektowana w celu zwiększenia specyficzności ilościowej reakcji łańcuchowej polimerazy. Jej stosowanie zaproponował po raz pierwszy, w 1991, Kary Mullis, a technika została następnie opracowana przez Roche Molecular Diagnostics do testów diagnostycznych oraz przez Applied Biosystems (obecnie część Thermo Fisher Scientific) do zastosowań badawczych.
Zasada sondy TaqMan opiera się na aktywności egzonukleazy 5'-3´polimerazy Taq w celu rozszczepienia podwójnie znakowanej sondy podczas hybrydyzacji do komplementarnej sekwencji poszukiwanej. Detekcja opiera się na użyciu fluoroforu. Podobnie jak w innych ilościowych metodach PCR, uzyskany sygnał fluorescencji pozwala na ilościowe pomiary akumulacji produktu podczas wykładniczych etapów PCR; jednak sonda TaqMan znacznie zwiększa specyficzność wykrywania. Sondy TaqMan zostały nazwane na cześć gry wideo Pac-Man (Taq Polymerase + PacMan = TaqMan), ponieważ jej mechanizm opiera się na zasadzie Pac-Man.

## Zasada działania
Sondy TaqMan składają się z fluoroforu kowalencyjnie przyłączonego do końca 5' sondy oligonukleotydowej i wygaszacza na końcu 3'. Dostępnych jest kilka różnych fluoroforów (np. 6-karboksyfluoresceina, akronim: FAM lub tetrachlorofluoresceina, akronim: TET) i wygaszaczy (np. tetrametylorodamina, akronim: TAMRA). Cząsteczka wygaszacza gasi fluorescencję emitowaną przez fluorofor, gdy jest wzbudzana przez źródło światła cyklera poprzez transfer energii rezonansowej Förstera (FRET). Dopóki fluorofor i wygaszacz są w pobliżu, wygaszanie hamuje wszelkie sygnały fluorescencji.
Sondy TaqMan są zaprojektowane w taki sposób, że hybrydyzują w rejonie DNA amplifikowanym przez określony zestaw starterów. Sonda wiąże się z jednoniciowym DNA. Sondy TaqMan mogą być sprzężone z ugrupowaniem mniejszego rowka wiążącego (MGB), tripeptydem dihydrocyklopiroloindolowym (DPI3), w celu zwiększenia jego powinowactwa wiązania do szukanej sekwencji. Sondy sprzężone z MGB mają wyższą temperaturę topnienia (Tm) z powodu zwiększonej stabilizacji sił van dar Waalsa. Ponieważ polimeraza Taq rozszerza starter i syntetyzuje powstającą nić (na matrycy jednoniciowej), aktywność egzonukleazy polimerazy Taq degraduje sondę, która odłączyła się do matrycy. Degradacja sondy uwalnia z niej fluorofor i przerywa bliskość wygaszacza, zmniejszając w ten sposób efekt wygaszania i umożliwiając fluorescencję fluoroforu. Zatem fluorescencja wykryta w ilościowym termocyklerze PCR jest wprost proporcjonalna do uwolnionego fluoroforu i ilości matrycy DNA obecnej w PCR.

## Zastosowanie
Testy oparte na sondach TaqMan są szeroko stosowane w ilościowej PCR w laboratoriach badawczych i medycznych. Można tu wymienić:
- testy ekspresji genów
- farmakogenomikę
- genotypowanie ludzkiego antygenu leukocytarnego (HLA)
- określanie ładunku wirusa w próbkach klinicznych (HIV, wirusowe zapalenie wątroby)
- testy identyfikacji bakterii[7]
- oznaczanie ilościowe DNA
- genotypowanie SNP
- weryfikację wyników mikromacierzy.